# (2192) Pyatigoriya
(2192) Pyatigoriya est un astéroïde de la ceinture principale.

## Description
(2192) Pyatigoriya est un astéroïde de la ceinture principale. Il fut découvert le 18 avril 1972 à Naoutchnyï par Tamara Smirnova. Il présente une orbite caractérisée par un demi-grand axe de 3,15 UA, une excentricité de 0,08 et une inclinaison de 9,8° par rapport à l'écliptique.

## Compléments